# Брус (Тарн)
Брус (фр. Brousse) насеље је и општина у јужној Француској у региону Миди Пирене, у департману Тарн која припада префектури Кастр.
По подацима из 2011. године у општини је живело 395 становника, а густина насељености је износила 26,74 становника/km². Општина се простире на површини од 14,77 km². Налази се на средњој надморској висини од 268 метара (максималној 371 m, а минималној 196 m).

## Демографија
| 1962. | 1968. | 1975. | 1982. | 1990. | 1999. | 2011. |
| ----- | ----- | ----- | ----- | ----- | ----- | ----- |
| 278   | 294   | 273   | 243   | 233   | 271   | 395   |

График промене броја становника у току последњих година